# Arroyo de las Higueritas

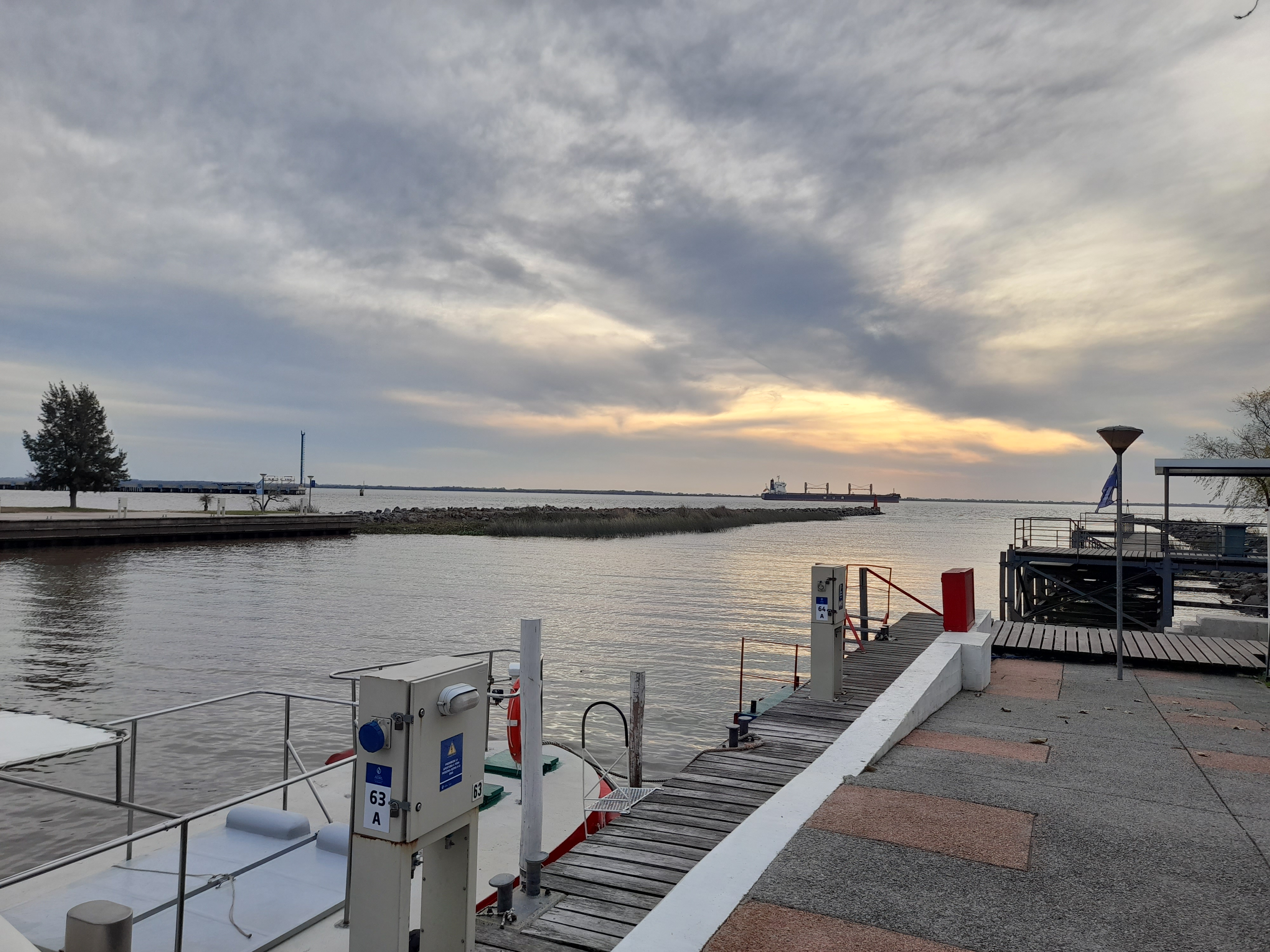
Arroyo de las Higueritas

Der Arroyo de las Higueritas ist ein kleiner Flusslauf im Westen Uruguays.
Er entspringt im nordwestlichen Teil des Departamento Colonia östlich der Stadt Nueva Palmira nahe der dort verlaufenden Ruta 21. Von dort fließt er in nordwestliche Richtung, durchquert die Stadt und mündet schließlich in den Río Uruguay.